# Mariusz Duda
Mariusz Duda (ur. 25 września 1975 w Węgorzewie) – polski muzyk, kompozytor, wokalista, autor tekstów i multiinstrumentalista, a także producent muzyczny. Duda jest znany przede wszystkim z występów w zespole rockowym Riverside, jednym z najlepiej rozpoznawalnych polskich zespołów na świecie, w którym pełni funkcję głównego kompozytora, wokalisty, basisty, gitarzysty i autora tekstów. Twórca solowego projektu Lunatic Soul. Autor płyt solowych sygnowanych pod własnym nazwiskiem. Z zespołem Riverside laureat nagród m.in. Best anthem na Progressive Music Awards 2016 i Nación Progresiva Best Prog Rock Band of 2023.

## Życiorys
Mariusz Duda urodził się 25 września 1975 w Węgorzewie. Od najwcześniejszych lat przejawiał talenty artystyczne. Pisał wiersze, rysował i śpiewał. Jako pięciolatek zaczął śpiewać w szkolnym zespole. Gdy miał dziesięć lat, mama zapisała go na lekcje gry na pianinie. Ćwiczenia na lekcjach gry na pianinie były pierwszą inspiracją do tworzenia własnych utworów.

Odkąd pamiętam, zawsze wolałem tworzyć własne dźwięki. Brałem klucz do sali z pianinem, przemykałem tymi mrocznymi korytarzami, zamykałem drzwi, rzucałem plecak i zamiast grać zadane prace, zaczynałem pitolić własne rzeczy.

W drugiej połowie lat osiemdziesiątych XX w. zainteresował się muzyką elektroniczną, szczególnie takimi wykonawcami jak Tangerine Dream, Vangelis, Mike Oldfield i Jean-Michel Jarre. Rockiem progresywnym zainteresował się w liceum. Pierwszym progresywnym albumem, z jakim się zapoznał, był The Lamb Lies Down on Broadway zespołu Genesis.

Szukałem głównie takich płyt, na których były rozbudowane klawisze, bo musiałem znaleźć jakiś punkt wspólny między progrockiem a ulubioną elektroniką. Siłą rzeczy pojawiły się więc Yes, Emerson Lake and Palmer. Pamiętam, że bardzo często słuchałem też grupy Marillion.

W wieku 15 lat wraz ze szkolnymi kolegami założył zespół Decay. Wtedy też po raz pierwszy wziął na siebie funkcję śpiewającego basisty. Zespół grał muzykę metalową inspirowaną takimi formacjami jak Metallica, Testament czy Flotsam and Jetsam. Wraz z Decay zagrał pierwszy w życiu koncert na festiwalu rockowym w Węgorzewie w 1991. We wrześniu 1992 dołączył do neoprogresywnej formacji Xanadu, gdzie początkowo pełnił rolę klawiszowca. Po kilkumiesięcznym okresie funkcjonowania w dwóch zespołach Duda opuścił szeregi Decay i skupił się tylko na Xanadu. Po zdaniu matury w 1994 roku postanowił zrobić sobie rok przerwy w nauce i skoncentrować się na muzyce. W tym samym roku, wraz z Xanadu, wystąpił na festiwalu w Jarocinie. Formacja wydala również kasetę magnetofonową „Najdalszy brzeg”, która poprzez nieodpowiednią dystrybucję nie dotarła do szerszego grona odbiorców.
W 1995 roku rozpoczął zaoczne studia prawnicze w Toruniu. Rok później Xanadu zarejestrowało album „Wczorajsze ślady”. Materiał nigdy nie został wydany oficjalnie. W 1996 roku zespół Xanadu przestał istnieć, a Duda został animatorem kultury w Węgorzewie. Organizował koncerty, reżyserował spektakle teatralne, pisał do nich muzykę. W 1997 rzucił studia i powrócił do tworzenia muzyki w rozmaitych formacjach. Dorabiał m.in. jako akustyk, ale nie widząc możliwości rozwoju kariery muzycznej w rodzinnym mieście, w 2000 postanowił przeprowadzić się do Warszawy. Pracował w firmie wynajmującej samochody, uczęszczał do szkoły reklamy, po pracy z kolegami z pracy grał w metalowym zespole Hexen. Formacja nie miała planów profesjonalnej kariery, ale dzięki dzieleniu tej samej sali prób, w listopadzie 2001 poznał Piotra Kozieradzkiego, Jacka Melnickiego oraz Piotra Grudzińskiego, w wyniku czego dołączył do ich składu, a on przerodził się w zespół Riverside.

## Działalność artystyczna

### Riverside
Mariusz Duda jest wokalistą, basistą, gitarzystą, głównym kompozytorem i autorem tekstów zespołu. Riverside występował na wielu zagranicznych festiwalach jak Arrow Rock i Bospop w Holandii, Masstival w Turcji, Baja Prog w Meksyku, Masters of Rock w Czechach, Monsters of Rock w Hiszpanii czy Nearfest i Progpower w USA. Trasa „Anno Domini High Definition Tour” 2009/2010 przyciągnęła na całym świecie prawie 20 000 fanów.

### Lunatic Soul
Solowy projekt Mariusza Dudy, który powstał w 2008 roku „z potrzeby eksploracji innych terytoriów muzycznych”. Pod szyldem Lunatic Soul ukazało się dotychczas siedem albumów. Wraz z rozwojem projektu wydawnictwa Lunatic Soul zaczęły tworzyć cykl, który sam artysta nazwał „The Circle of Life and Death”. Cały cykl ma się składać z ośmiu płyt.

### Kariera solowa

#### 2020-2021:Lockdown Trilogy

##### Lockdown spaces
W czerwcu 2020, w trakcie trwania pandemii koronawirusa, ukazała się pierwsza płyta wydana przez Mariusza Dudę pod własnym nazwiskiem i zatytułowana Lockdown spaces. Płyta zawiera muzykę elektroniczną opartą na syntezatorach i samplach i jest niemalże w całości instrumentalna. Na całej płycie nie ma dźwięków gitary akustycznej czy basowej, a sam album ukazał się bez jakiejkolwiek zapowiedzi ze strony artysty.

„Lockdown Spaces” to mroczny, minimalistyczny i klaustrofobiczny album. To mój prezent dla fanów na te niespokojne czasy lockdownu. Zamknięcie kojarzy mi się z kwadratem, z pixelem, dlatego postanowiłem, że w mojej nowej muzyce będzie dużo rozpikselowanej elektroniki.

Album został nominowany do nagrody polskiej Fryderyk za rok 2021 w kategorii "Elektronika".

##### Claustrophobic Universe
W kwietniu 2021 roku Mariusz Duda ogłosił, że postanowił wykorzystać pandemiczne czasy na stworzenie nowej, muzycznej trylogii i jednocześnie ogłosił premierę nowego albumu. 

Claustrophobic Universe to druga część nowej trylogii, którą postanowiłem, że stworzę w czasach lockdownów z elektroniczną muzyką instrumentalną, którą tworzyłem jeszcze jako nastolatek nagrywając na kasety umieszczone w magnetofonie Grundig. (…) Fakt, że te „lockdownowe” płyty ukazują się teraz jedynie na kasetach magnetofonowych, związany jest właśnie z moją przeszłością i początkami, które tak naprawdę ukształtowały mnie jako muzyka.

Materiał na Claustrophobic Universe powstał między styczniem a marcem 2021 roku. Album ukazał się 23 kwietnia tego samego roku. Tytuł albumu nawiązuje do życia w zamknięciu, które społeczeństwa prowadziły od momentu wybuchu pandemii COVID 19. Sam pomysł na trylogię związany jest z faktem, że artysta chciał za pomocą dźwięków opisać zamknięte przestrzenie. Claustrophobic Universe to podobnie jak Lockdown spaces, płyta przepełniona elektroniką. Album nawiązuje do klasyki tego gatunku oferując odniesienia do twórczości Vangelisa, Klausa Schulze'a czy Tangerine Dream, ale zawiera także utwory nacechowane nowoczesnym podejściem do elektroniki w formie krótko ciętych sampli wokalnych lub glitchowanej perkusji. Do utworu Knock Lock powstał animowany teledysk.

##### Interior Drawings
W grudniu 2021 ukazała trzecia i ostatnia część́ pandemicznej trylogii. Podobnie jak poprzednie dwa albumy, Interior Drawings to płyta zawierająca minimalistyczną, instrumentalną elektronikę wzbogacaną jedynie przez sample i fragmentaryczne użycie głosu. Z całej trylogii jest to album najbardziej melodyjny, a konceptualnie oferuje odbiorcy inną tematyką niż ta zaprezentowane na poprzednich albumach trylogii. Lockdown Spaces poruszał temat zamknięcia spowodowany czynnikami zewnętrznymi. Claustrophobic Universe opowiadał o chęci ucieczki przed chaosem otaczającej rzeczywistości. Natomiast Interior Drawings to opowieść o tym jak wygląda proces przepływu myśli i co dzieje się w głowie osoby, która postanawia stworzyć jakiś projekt. Symboliczne sample „rysowania”, które pojawiają się w trakcie słuchania albumu, mogą być wszystkim: pisaniem powieści, malowaniem obrazu, reżyserią filmu, tworzeniem projektu architektonicznego, wymyślaniem albumu z muzyką, czy jakimkolwiek innym procesem twórczym zaczynającym się od przysłowiowej „czystej kartki”. Jako drugi album w solowej twórczości Mariusza Duda, płyta została nominowany do nagrody Fryderyk w kategorii "Elektronika".

#### 2022:Let's Meet Outside
Płyta ukazała się w maju 2022. Mini-album nie należy do pandemicznej trylogii, ale podsumowuje dwuletnie eksperymenty z muzyką elektroniczną. Założeniem wszystkich płyt wchodzących w skład trylogii było wykorzystanie na albumach jedynie instrumentów elektronicznych i wokalu. Na Let's Meet Outside pojawia się jednak także gitara basowa oraz elektryczna.
Płyty z pandemicznej trylogii w momencie premiery były dostępne tylko w formatach cyfrowych lub na kasetach. Wraz z wydaniem Let's Meet Outside, wszystkie cztery płyty ukazały się również na CD. Wydawcą tych czterech albumów była brytyjska wytwórnia Kscope.

#### 2023:AFR AI D
W listopadzie 2023 roku ukazał się czwarty album Mariusza Dudy sygnowany jego nazwiskiem. Ponad 40-minutowy koncept album jest zainspirowany tematem lęku przed sztuczną inteligencją, choć nie tylko.

Każdy z nas czegoś się boi. Zwłaszcza w dzisiejszych trudnych i niepewnych czasach. Każdy z nas zmaga się ze swoimi demonami. Ze swoimi lękami. Raczej się ich nie pozbędziemy. Ale możemy nauczyć się z nimi żyć. Możemy nabierać do nich dystansu. Możemy też sprawiać, że nie będą dominowały naszego życia. O tym przede wszystkim jest album „AFR AI D". O oswajaniu naszych koszmarów.

Na albumie dominuje elektronika, której zdecydowanie bliżej jest do rocka, a na płycie pojawiają się także gitarowe solówki. Mariusz Duda sam zagrał na wszystkich instrumentach z wyjątkiem gitary elektrycznej, na której gościnnie udzielił się Mateusz Owczarek z Lion Shepherd. Album promowały cztery single: Embracing The Unknown, Bots' Party, I Love To Chat With You oraz Good Morning Fearmongering. Do utworów Bots' Party i I Love To Chat With You powstały teledyski. Płyta została nominowany do nagrody Fryderyk 2024 w kategorii "Elektronika".

## Styl artystyczny

### Riverside
Zespół Riverside jest powszechnie kategoryzowany jako przedstawiciel rocka lub metalu progresywnego. Formacja grała wspólne koncerty oraz trasy z zespołami będącymi przedstawicielami tego gatunku, takimi jak Opeth, Anathema czy Dream Theater, ale Duda polemizuje z taką kategoryzacją twórczości zespołu.

Riverside to zespół, w którym zawsze najważniejsza była melodia. Ja sam nie mam zdolności w skakaniu po gryfie, bo nudne to dla mnie i niezbyt atrakcyjne, ale potrafię napisać ładną piosenkę i zaśpiewać lub zagrać nośną melodię. Tego się trzymam i wokół tego buduję swój styl i styl zespołu. Jestem melancholikiem, dlatego w Riverside jest dużo smutnych melodii, ale takie też po prostu lubię najbardziej, chociaż staram się raz na jakiś czas od nich uciekać. Niemniej jednak, rock melancholijny mi nie przeszkadza i myślę, że bardziej pasuje do naszej muzyki niż progresywny rock czy progresywny metal.

### Lunatic Soul
Lunatic Soul to w pełni autorski i solowy projekt Mariusza Dudy. Podkreśla to także nazwa, której ilość liter odpowiada ilości liter w imieniu i nazwisku muzyka. Cechą charakterystyczną muzyki Lunatic Soul jest brak użycia gitary w utworach. Pod względem stylu solowy projekt Dudy wymyka się standardowym kategoryzacjom. Recenzenci określają utwory Lunatic Soul jako „bardzo orientalne, transowe, eklektyczne, wręcz ponadgatunkowe wariacje na temat ogółu muzyki rockowej, elektronicznej i folkowej”. Zwracają też uwagę na artystyczną wizję Dudy, której stałym elementem jest „poszukiwanie niestandardowych brzmień, aranżacyjnych smaczków i detali a ponadto eksperymentowanie z dźwiękiem w obszarze szeroko rozumianej muzyki elektronicznej, ambientu, czy trip hopu.

### Mariusz Duda
Płyty sygnowane nazwiskiem muzyka różnią się od propozycji wydawniczych macierzystego zespołu Riverside i solowego projektu Lunatic Soul. Oparta w przeważającej części na minimalistycznej elektronice muzyka, która jest okraszona niewielką ilością partii wokalnych, mocno odbiega od utrzymanych w piosenkowej konwencji rockowo-folkowych płyt oferowanych przez pozostałe formacje. Pomimo znacznie większej popularności nagrań zarówno Riverside, jak i Lunatic Soul, sam kompozytor podkreśla, że jego „trzeci muzyczny świat” jest dla niego równie ważny.

Muzyka to moja terapia. Tworzę, bo to pomaga mi uporać się z osobistymi demonami. Zdaje sobie sprawę, że sporo mojej muzyki, zwłaszcza trzeci muzyczny świat oparty głównie na muzyce elektronicznej, jest najbardziej pod tym względem osobisty. Nie myślę o tym, jak odbiorą to ludzie, chcę po prostu pozbyć się złych myśli. Skupiłem się tu przede wszystkim na samym sobie i zacząłem tworzyć muzykę, która nie jest zbyt słuchalna dla szerszego grona odbiorców. W Riverside i Lunatic Soul, tworząc, myślę o moich słuchaczach, skłamałbym, gdybym powiedział, że o nich nie dbam. Tworząc muzykę elektroniczną, już nie, robię to głównie dla siebie. Być może przez to ten muzyczny świat nie jest tak popularny, jak Riverside czy Lunatic Soul i to nie tylko dlatego, że jest to głównie muzyka instrumentalna. Tutaj dbam jednak bardziej o moją terapię.

## Dyskografia
- Indukti – S.U.S.A.R. (2004, Offmusic, Laser's Egde, gościnnie)[39]
- Amarok – Metanoia (2004, Ars Mundi, gościnnie)
- Mariusz Duda, Steven Wilson – The Old Peace (singel, 2014, Burning Shed)[40]
- Meller Gołyźniak Duda - Breaking Habits (2016, Rock-Serwis)[41]
- iamthemorning – Lighthouse (2016, Kscope, gościnnie)[42]
- Artur Szolc, Robert Srzednicki, Kris Wawrzak – Music Inspired By Alchemy (2016, Musicola, gościnnie)[43]
- Amarok – Hunt (2017, On-Art, gościnnie)
- Mariusz Duda – The Song of a Dying Memory (singel, 2020, GlassVille Records)[44]
- Mariusz Duda – Lockdown Spaces (2020, GlassVille Records)
- Mariusz Duda – Are Youy Ready for the Sun (singel, 2020, GlassVille Records)
- Mariusz Duda – Knock Lock (singel, 2021, GlassVille Records)
- Mariusz Duda – Claustrophobic Universe (2021, GlassVille Records / 2022, Snapper Music Ltd)
- Mariusz Duda – Interior Drawings (2021, GlassVille Records)
- Mariusz Duda - News from the World (singel, 2022, Snapper Music Ltd)
- Mariusz Duda - Let's Meet Outside (minialbum, 2022, Snapper Music Ltd)
- Mariusz Duda - Intervallum (singel, 2022, wydanie własne)
- Mariusz Duda - Embracing The Unknown (singel, 2023, Mystic Production)
- Mariusz Duda - Bots' Party (singel, 2023, Mystic Production)
- Mariusz Duda - I Love To Chat With You (singel, 2023, Mystic Production)
- Mariusz Duda – AFR AI D (2023, Mystic)[45]
- Mariusz Duda - Good Morning Fearmongering (singel, 2023, Mystic Production)